# Methanocellaceae
Famille
Genres de rang inférieur
- Methanocella

Les Methanocellaceae sont une famille d'archées de l'ordre des Methanocellales. 